# Elecciones al Senado de Argentina de 1983

Las reglas electorales fundamentales que rigieron la elección de senadores fueron establecidas en el texto constitucional entonces vigente (Reforma constitucional 1957) y la Ley N.º 22.838 del 23 de junio de 1983, sancionada por el dictador Reynaldo Bignone "en uso de las atribuciones conferidas el Estatuto para el Proceso de Reorganización Nacional".
- Los senadores serán elegidos por las Legislaturas de sus respectivas provincias a pluralidad de sufragios.
- El senado se compondrá de dos senadores por provincia y dos de la capital.
- Los dos senadores de la capital son elegidos en la forma prescripta para la elección del presidente de la Nación.
- Los senadores duran nueve años en el ejercicio de su mandato, y son reelegibles indefinidamente.
- El Senado se renovará por terceras partes cada tres años, decidiéndose por la suerte, luego que todos se reúnan, quiénes deben salir en el primero y segundo trienio.

## Autoridades
| Funcionario         | Cargo                                                       | Partido | Partido               |
| ------------------- | ----------------------------------------------------------- | ------- | --------------------- |
| Víctor Martínez     | Presidente (en su condición de Vicepresidente de la Nación) |         | Unión Cívica Radical  |
| Edison Otero        | Presidente Provisional                                      |         | Unión Cívica Radical  |
| Ramón Adrián Araujo | Vicepresidente primero                                      |         | Partido Justicialista |

## Resultados
| Partido                           | Partido                                | Partido                                | Bancas 1983-1986 | Bancas 1983-1989 | Bancas 1983-1992 | Bancas totales |
| --------------------------------- | -------------------------------------- | -------------------------------------- | ---------------- | ---------------- | ---------------- | -------------- |
|                                   | Partido Justicialista                  | Partido Justicialista                  | 7/15             | 7/16             | 6/15             | 20/46          |
|                                   | Unión Cívica Radical                   | Unión Cívica Radical                   | 6/15             | 6/16             | 6/15             | 18/46          |
|                                   | Movimiento Popular Neuquino            | Movimiento Popular Neuquino            | —                | 1/16             | 1/15             | 2/46           |
|                                   | Partido Bloquista                      | Partido Bloquista                      | 1/15             | —                | 1/15             | 2/46           |
|                                   |                                        | Partido Autonomista de Corrientes      | 1/15             | —                | —                | 1/46           |
|                                   | Partido Liberal de Corrientes          | —                                      | 1/16             | —                | 1/46             |                |
| Total Pacto Autonomista - Liberal | Total Pacto Autonomista - Liberal      | Total Pacto Autonomista - Liberal      | 1/15             | 1/16             | —                | 2/46           |
|                                   | Movimiento de Integración y Desarrollo | Movimiento de Integración y Desarrollo | —                | 1/16             | —                | 1/46           |
|                                   | Partido Conservador Popular            | Partido Conservador Popular            | —                | —                | 1/15             | 1/46           |

## Resultados por provincia
La tabla está ordenada por provincias en orden alfabético, y luego con sus senadores en orden alfabético por sus apellidos.
| Provincia           | Senador                        | Partido | Partido                                | Mandato legal | Mandato legal | Mandato real | Mandato real |
| Provincia           | Senador                        | Partido | Partido                                | Inicio        | Fin           | Inicio       | Fin          |
| ------------------- | ------------------------------ | ------- | -------------------------------------- | ------------- | ------------- | ------------ | ------------ |
| Buenos Aires        | Edison Otero                   |         | Unión Cívica Radical                   | 23/11/1983    | 9/12/1986     | 23/11/1983   | 9/12/1986    |
| Buenos Aires        | Adolfo Gass                    |         | Unión Cívica Radical                   | 23/11/1983    | 9/12/1992     | 23/11/1983   | 9/12/1992    |
| Capital Federal     | Fernando de la Rúa             |         | Unión Cívica Radical                   | 23/11/1983    | 9/12/1989     | 23/11/1983   | 9/12/1989    |
| Capital Federal     | Juan Trilla                    |         | Unión Cívica Radical                   | 23/11/1983    | 9/12/1992     | 23/11/1983   | 9/12/1992    |
| Catamarca           | Julio Aurelio Amoedo           |         | Partido Conservador Popular            | 23/11/1983    | 9/12/1992     | 23/11/1983   | 9/12/1992    |
| Catamarca           | Vicente Saadi                  |         | Partido Justicialista                  | 23/11/1983    | 9/12/1986     | 23/11/1983   | 9/12/1986    |
| Chaco               | Deolindo Felipe Bittel         |         | Partido Justicialista                  | 23/11/1983    | 9/12/1989     | 23/11/1983   | 10/2/1987    |
| Chaco               | Luis León                      |         | Unión Cívica Radical                   | 23/11/1983    | 9/12/1992     | 23/11/1983   | 9/12/1992    |
| Chubut              | Humberto C. Sigal              |         | Unión Cívica Radical                   | 23/11/1983    | 9/12/1986     | 23/11/1983   | 9/12/1986    |
| Chubut              | Kenneth W. Woodley             |         | Unión Cívica Radical                   | 23/11/1983    | 9/12/1989     | 23/11/1983   | 12/10/1986   |
| Córdoba             | Felipe Celli                   |         | Unión Cívica Radical                   | 23/11/1983    | 9/12/1986     | 23/11/1983   | 9/12/1986    |
| Córdoba             | Fernando Mauhum                |         | Unión Cívica Radical                   | 23/11/1983    | 9/12/1989     | 23/11/1983   | 9/12/1989    |
| Corrientes          | Gabriel Feris                  |         | Partido Autonomista de Corrientes      | 23/11/1983    | 9/12/1986     | 23/11/1983   | 9/12/1986    |
| Corrientes          | Ricardo Guillermo Leconte      |         | Partido Liberal de Corrientes          | 23/11/1983    | 9/12/1989     | 23/11/1983   | 16/12/1987   |
| Entre Ríos          | Ricardo Emilio Lafferriere     |         | Unión Cívica Radical                   | 23/11/1983    | 9/12/1986     | 23/11/1983   | 9/12/1986    |
| Entre Ríos          | Luis Agustín Brasesco          |         | Unión Cívica Radical                   | 23/11/1983    | 9/12/1992     | 23/11/1983   | 9/12/1992    |
| Formosa             | Manuel D. Vidal                |         | Movimiento de Integración y Desarrollo | 23/11/1983    | 9/12/1989     | 23/11/1983   | 6/3/1989     |
| Formosa             | Rogelio J. Nieves              |         | Partido Justicialista                  | 23/11/1983    | 9/12/1992     | 23/11/1983   | 9/12/1992    |
| Jujuy               | José Humberto Martiarena       |         | Partido Justicialista                  | 23/11/1983    | 9/12/1989     | 23/11/1983   | 15/8/1988    |
| Jujuy               | Alfredo Luis Benítez           |         | Partido Justicialista                  | 23/11/1983    | 9/12/1992     | 23/11/1983   | 9/12/1992    |
| La Pampa            | Antonio Berhongaray            |         | Unión Cívica Radical                   | 23/11/1983    | 9/12/1989     | 23/11/1983   | 9/12/1989    |
| La Pampa            | Pedro Alberto Conchez          |         | Partido Justicialista                  | 23/11/1983    | 9/12/1992     | 23/11/1983   | 9/12/1992    |
| La Rioja            | Libardo Sánchez                |         | Partido Justicialista                  | 23/11/1983    | 9/12/1986     | 23/11/1983   | 9/12/1986    |
| La Rioja            | Eduardo Menem                  |         | Partido Justicialista                  | 23/11/1983    | 9/12/1989     | 23/11/1983   | 9/12/1989    |
| Mendoza             | Miguel Mathus Escorihuela      |         | Unión Cívica Radical                   | 23/11/1983    | 9/12/1986     | 23/11/1983   | 9/12/1986    |
| Mendoza             | Margarita Malharro de Torres   |         | Unión Cívica Radical                   | 23/11/1983    | 9/12/1992     | 23/11/1983   | 9/12/1992    |
| Misiones            | José Alejandro Falsone         |         | Unión Cívica Radical                   | 23/11/1983    | 9/12/1989     | 23/11/1983   | 9/12/1989    |
| Misiones            | Héctor J. Velázquez            |         | Unión Cívica Radical                   | 23/11/1983    | 9/12/1992     | 23/11/1983   | 9/12/1992    |
| Neuquén             | Jorge Solana                   |         | Movimiento Popular Neuquino            | 23/11/1983    | 9/12/1989     | 23/11/1983   | 9/12/1989    |
| Neuquén             | Elías Sapag                    |         | Movimiento Popular Neuquino            | 23/11/1983    | 9/12/1992     | 23/11/1983   | 9/12/1992    |
| Río Negro           | Faustino M. Mazzucco           |         | Unión Cívica Radical                   | 23/11/1983    | 9/12/1986     | 23/11/1983   | 9/12/1986    |
| Río Negro           | Antonio O. Nápoli              |         | Unión Cívica Radical                   | 23/11/1983    | 9/12/1989     | 23/11/1983   | 9/12/1989    |
| Salta               | Francisco R. Villada           |         | Partido Justicialista                  | 23/11/1983    | 9/12/1986     | 23/11/1983   | 9/12/1986    |
| Salta               | Horacio F. Bravo Herrera       |         | Partido Justicialista                  | 23/11/1983    | 9/12/1992     | 23/11/1983   | 9/12/1992    |
| San Juan            | Carlos Enrique Gómez Centurión |         | Partido Bloquista                      | 23/11/1983    | 9/12/1986     | 23/11/1983   | 9/12/1986    |
| San Juan            | Francisco Gil                  |         | Partido Bloquista                      | 23/11/1983    | 9/12/1992     | 23/11/1983   | 5/2/1989     |
| San Luis            | Oraldo Britos                  |         | Partido Justicialista                  | 23/11/1983    | 9/12/1986     | 23/11/1983   | 9/12/1986    |
| San Luis            | Alberto Rodríguez Saá          |         | Partido Justicialista                  | 23/11/1983    | 9/12/1989     | 23/11/1983   | 9/12/1989    |
| Santa Cruz          | Ramón A. Almendra              |         | Partido Justicialista                  | 23/11/1983    | 9/12/1986     | 23/11/1983   | 9/12/1986    |
| Santa Cruz          | Edgardo P. V. Murguía          |         | Partido Justicialista                  | 23/11/1983    | 9/12/1989     | 23/11/1983   | 9/12/1989    |
| Santa Fe            | Celestino A. Marini            |         | Partido Justicialista                  | 23/11/1983    | 9/12/1986     | 23/11/1983   | 9/12/1986    |
| Santa Fe            | Liliana Gurdulich              |         | Partido Justicialista                  | 23/11/1983    | 9/12/1992     | 23/11/1983   | 9/12/1992    |
| Santiago del Estero | Jorge Antonio Castro           |         | Partido Justicialista                  | 23/11/1983    | 9/12/1986     | 23/11/1983   | 9/12/1986    |
| Santiago del Estero | Luis Salim                     |         | Partido Justicialista                  | 23/11/1983    | 9/12/1989     | 23/11/1983   | 9/12/1989    |
| Tucumán             | Olijela del Valle Rivas        |         | Partido Justicialista                  | 23/11/1983    | 9/12/1989     | 23/11/1983   | 9/12/1989    |
| Tucumán             | Ramón Adrián Araujo            |         | Partido Justicialista                  | 23/11/1983    | 9/12/1992     | 23/11/1983   | 4/6/1985     |

1. ↑  Renunció el 10 de febrero de 1987, lo reemplaza Carlos Tenev (PJ) el 24 de marzo de 1988.
2. ↑  Falleció el 12 de octubre de 1986, lo reemplaza Manuel del Villar (UCR) el 11 de diciembre de 1986. Manuel del Villar falleció el 23 de junio de 1988, lo reemplaza Hebe Corchuelo Blasco (PJ) el 27 de julio de 1988.
3. ↑  Renunció el 16 de diciembre de 1987, lo reemplaza Juan Ramón Aguirre Lanari (PLCo) el 16 de diciembre de 1987.
4. ↑  Falleció el 6 de marzo de 1989, no fue reemplazado.
5. ↑  Falleció el 15 de agosto de 1988, lo reemplaza Annuar Jorge (UCR) el 23 de noviembre de 1988.
6. ↑  Falleció el 5 de febrero de 1989, lo reemplaza Eduardo Pósleman (PB) el 5 de febrero de 1989.
7. ↑  Falleció el 4 de junio de 1985, lo reemplaza Arturo Jiménez Montilla (PJ) el 19 de junio de 1985.

### Capital Federal
En la ciudad de Buenos Aires, dado que no contaba con legislatura provincial que eligiera su representación senatorial, se celebraron elecciones para elegir un Colegio Electoral de 54 miembros que elegirían a los senadores de la Capital Federal. La elección se realizó el 30 de octubre de 1983, al mismo tiempo que la elección presidencial y la elección legislativa nacional. La UCR obtuvo una aplastante victoria con el 61.36% de los sufragios y 36 electores. De este modo Fernando de la Rúa y Juan Trilla (ambos de la UCR) fueron elegidos senadores.
|  | 61,36 % |

|  | 26,07 % |

|  | 5,73 % |

|  | 2,21 % |

|  | 1,19 % |

|  | 1,00 % |

|  | 0,76 % |

|  | 0,60 % |

|  | 0,60 % |

|  | 0,22 % |

|  | 0,18 % |

|  | 0,09 % |

|  | 97,73 % |

|  | 1,78 % |

|  | 0,48 % |

|  | 85,78 % |

|  | 100 % |

## Boletas en Capital Federal

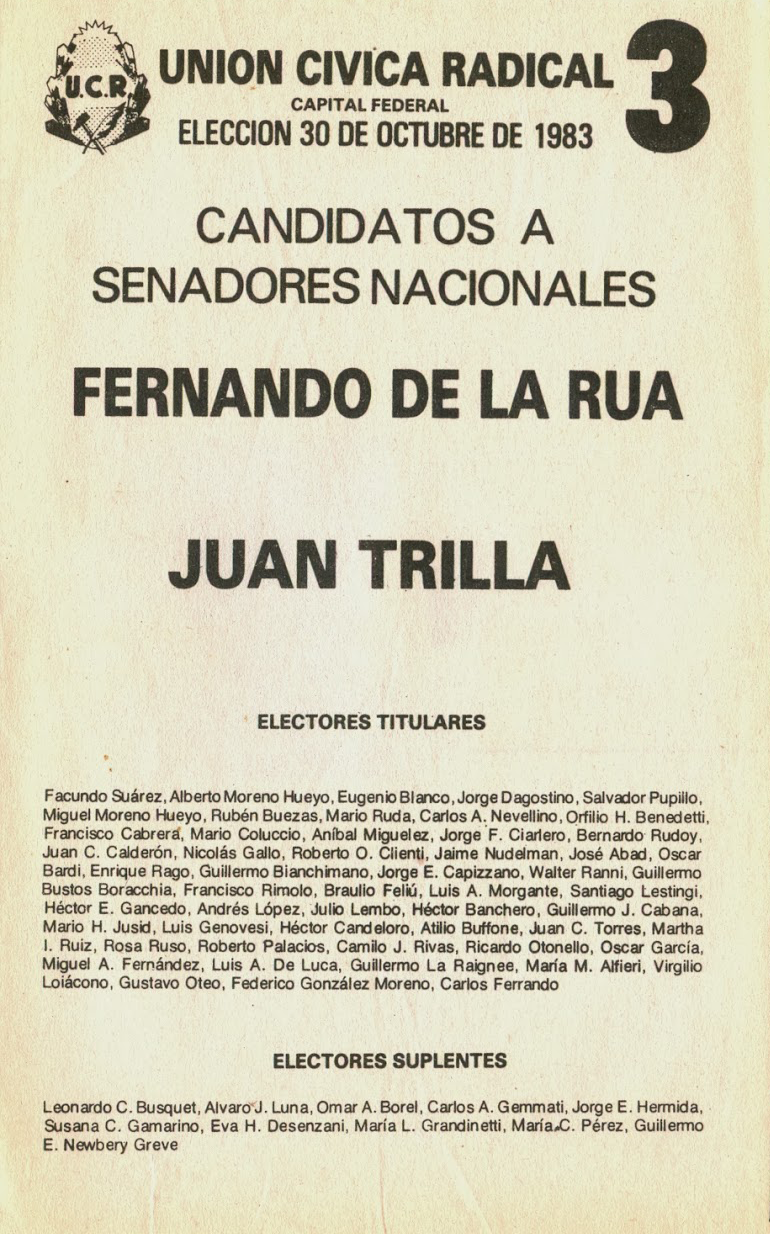
Unión Cívica Radical
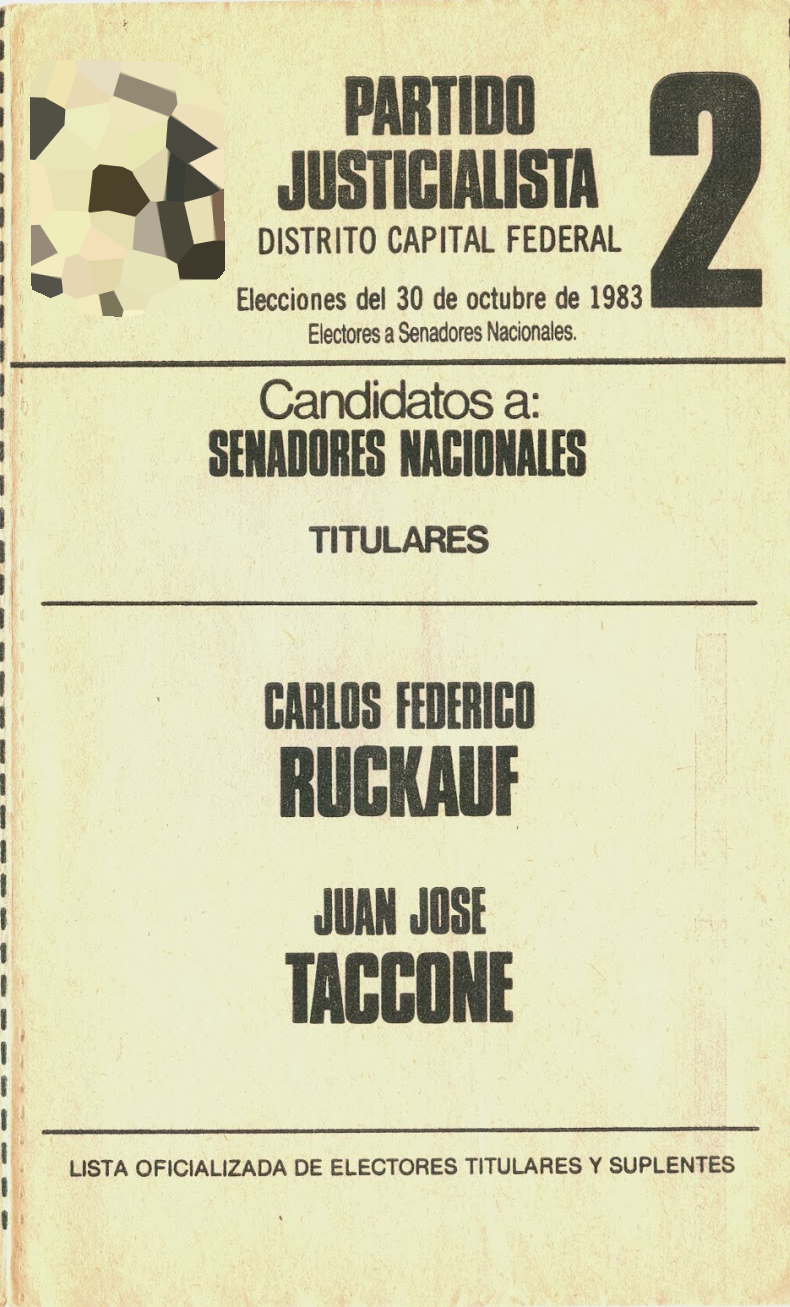
Partido Justicialista
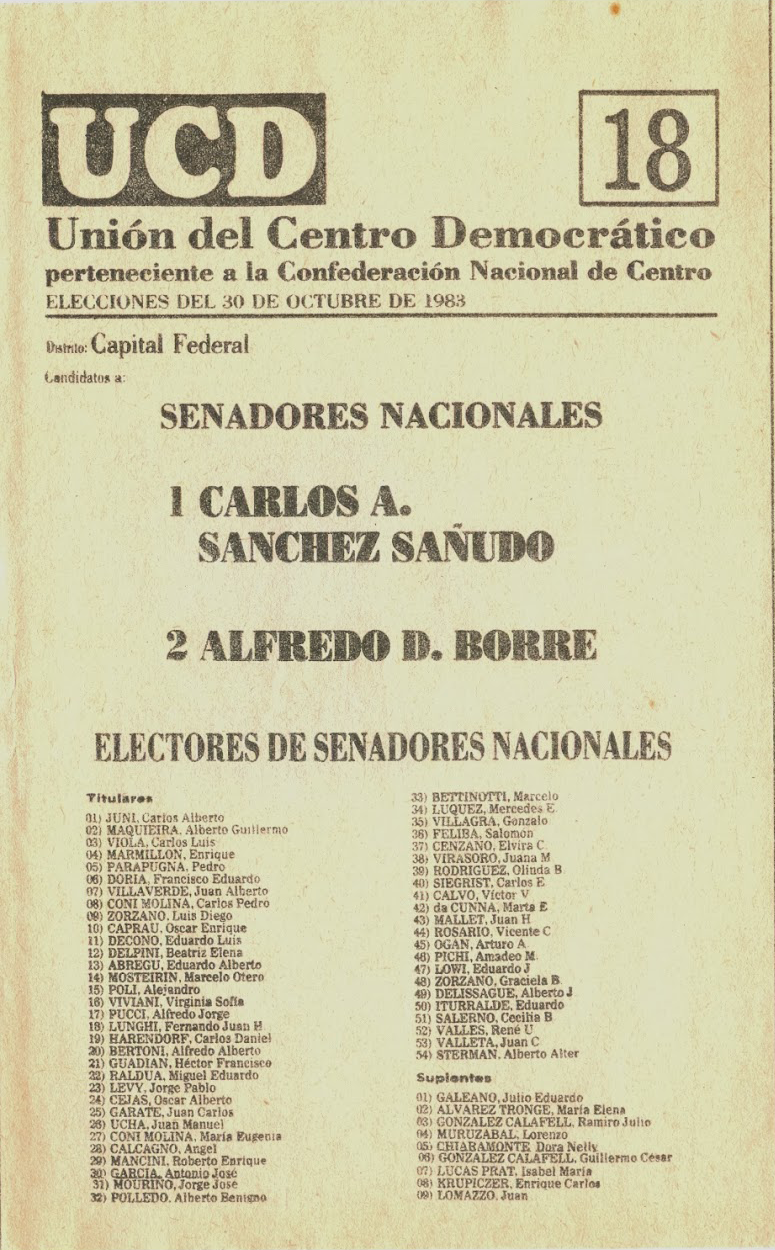
Unión del Centro Democrático
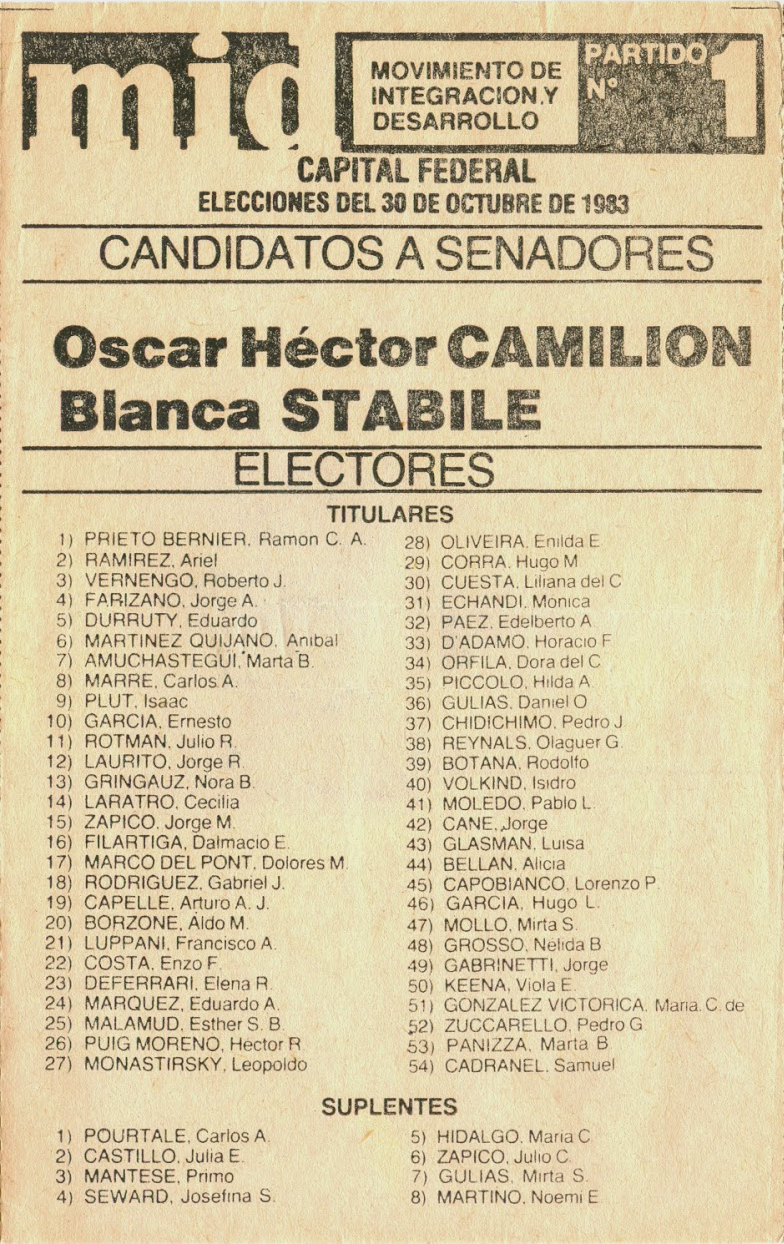
Movimiento de Integración y Desarrollo
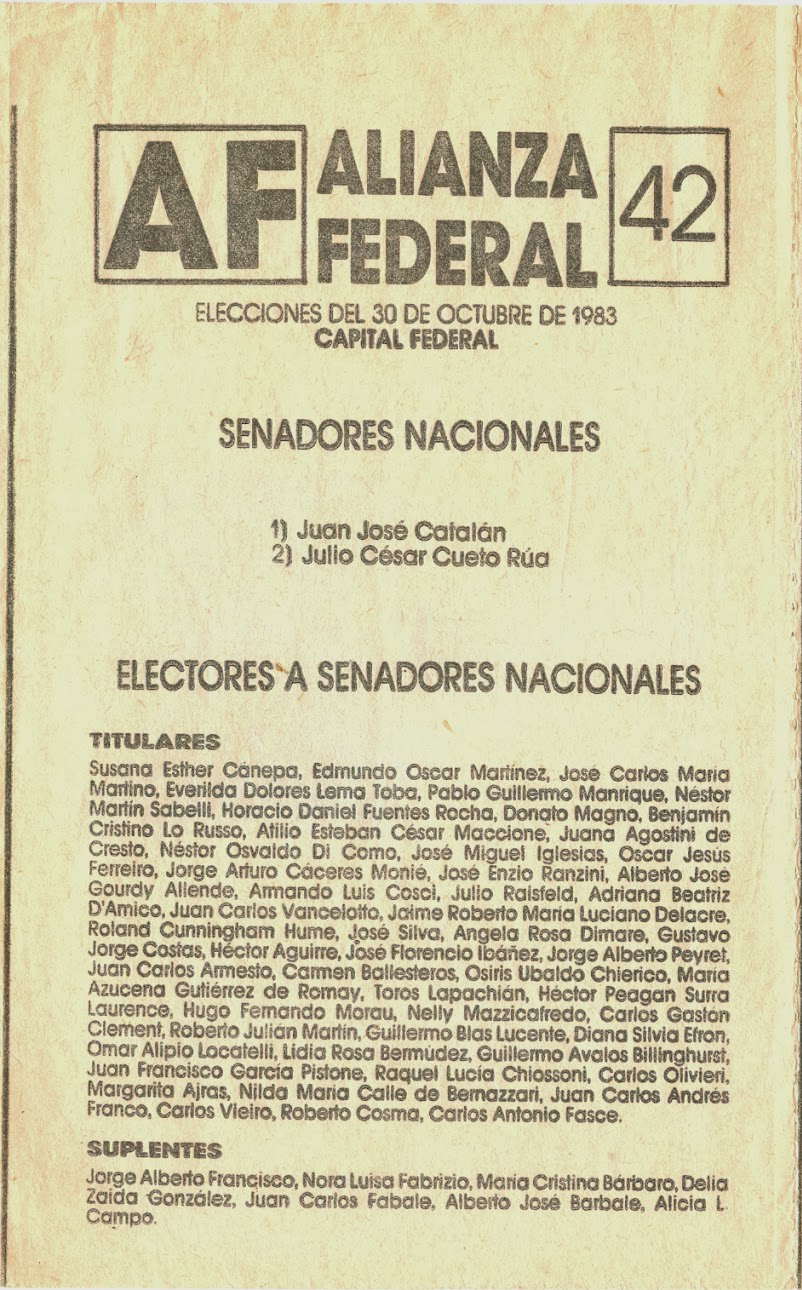
Alianza Federal
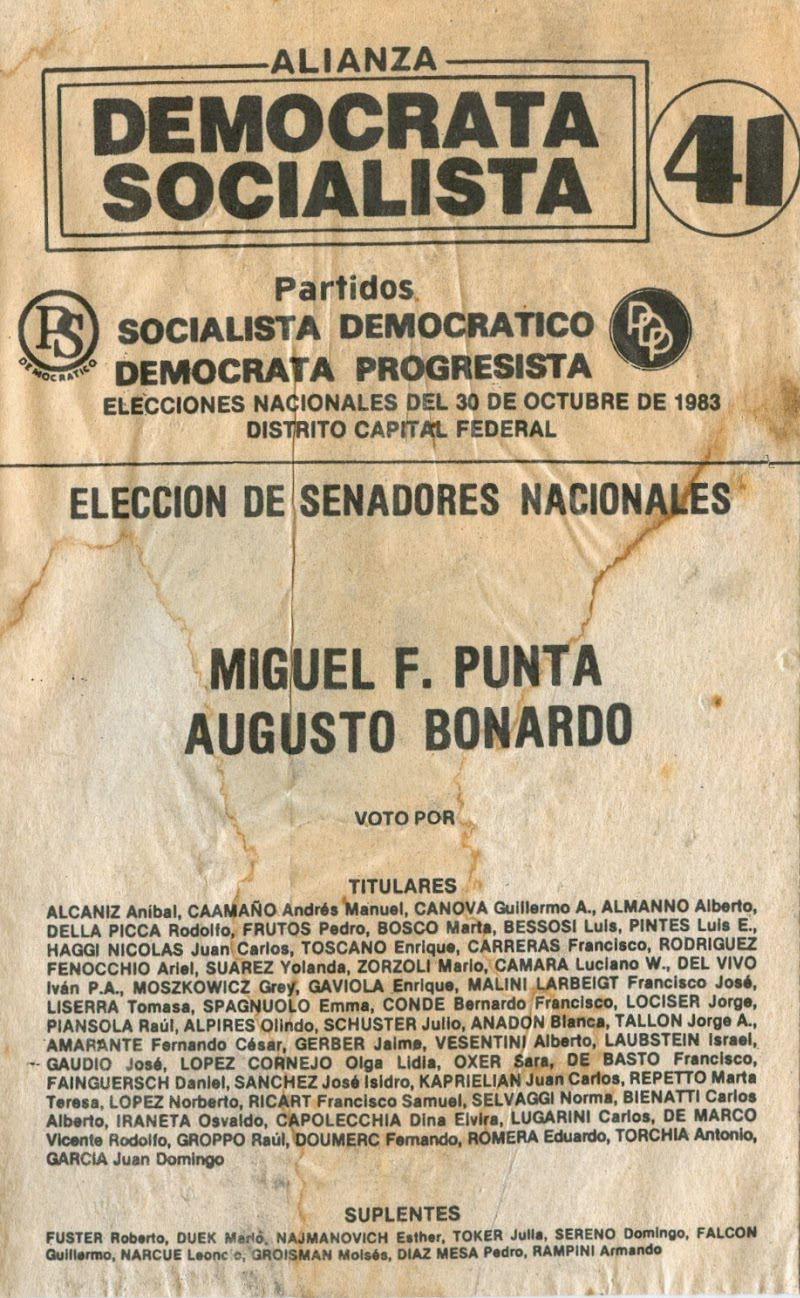
Alianza Demócrata Socialista
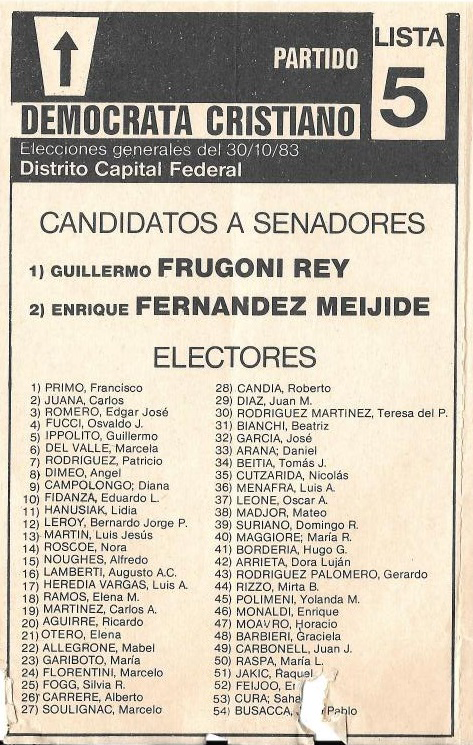
Partido Demócrata Cristiano
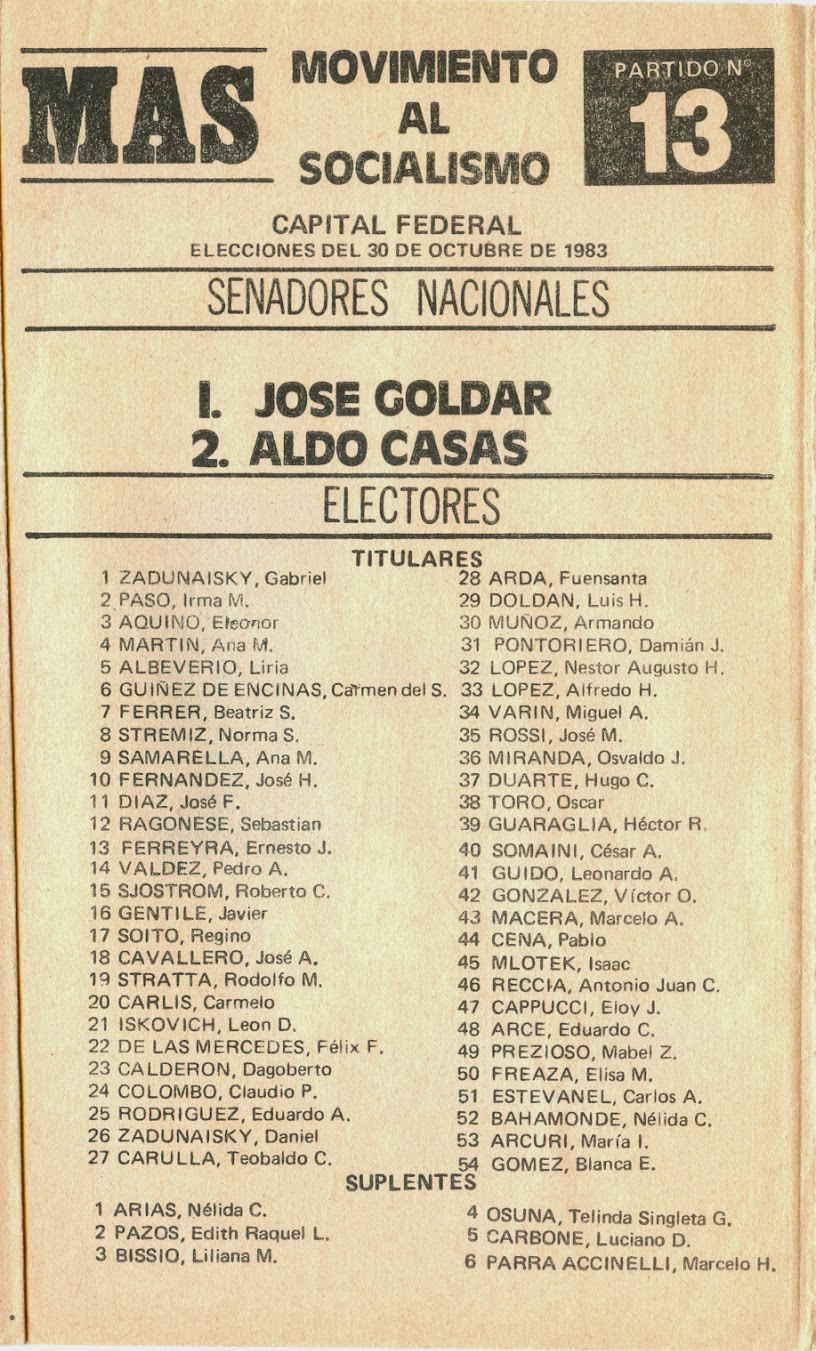
Movimiento al Socialismo
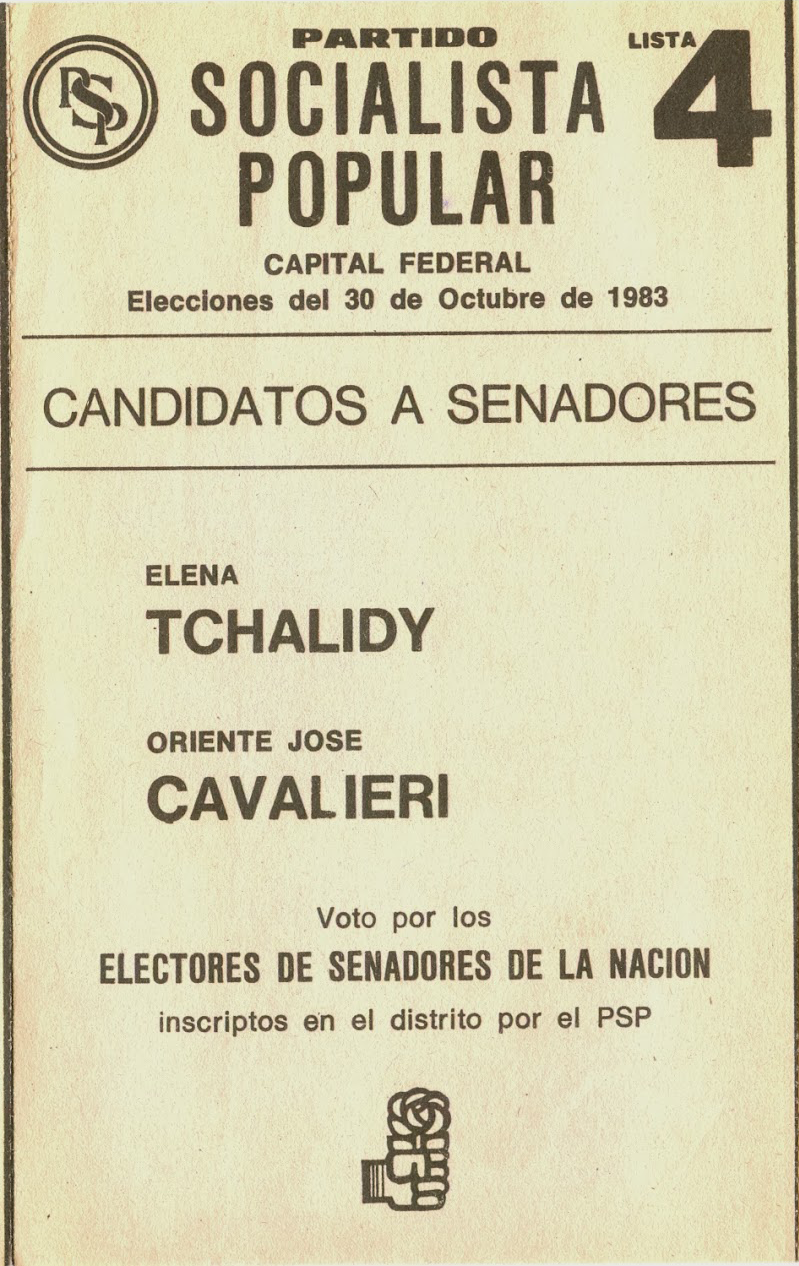
Partido Socialista Popular
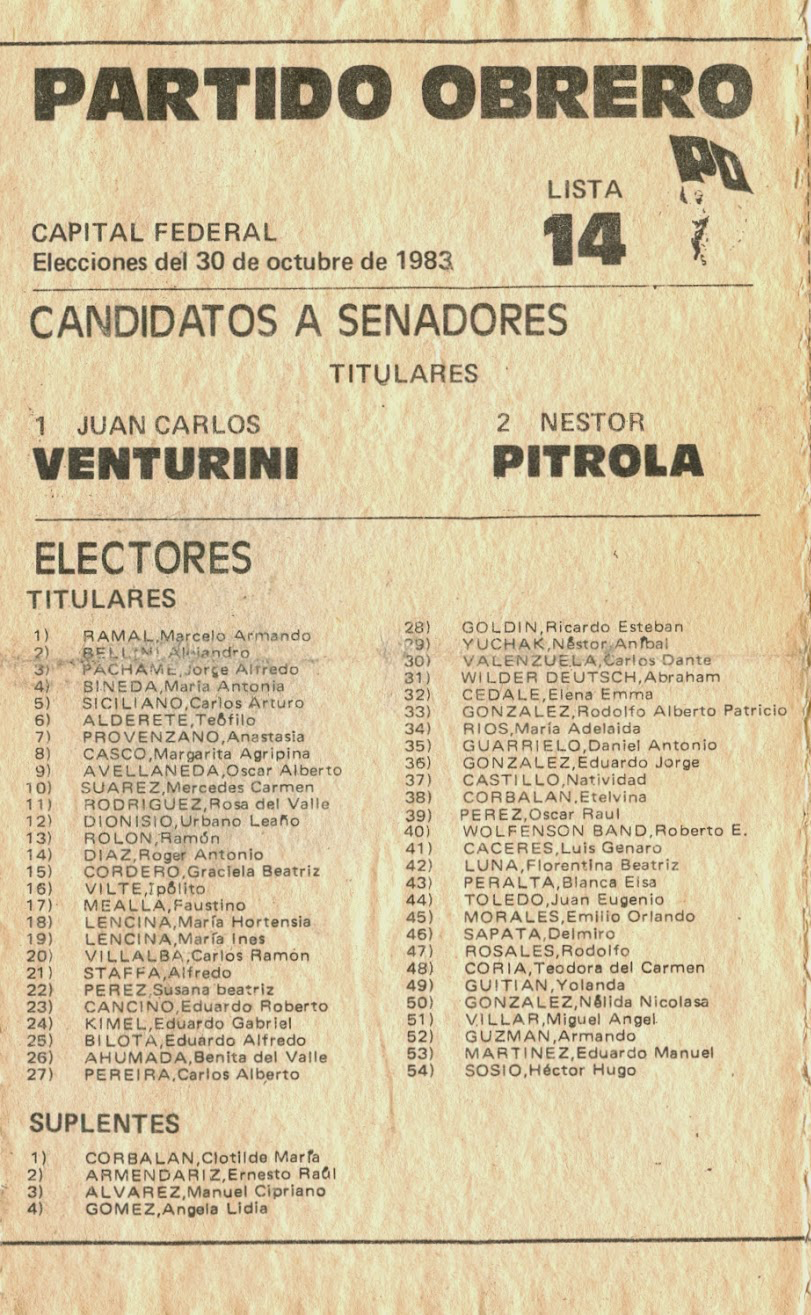
Partido Obrero
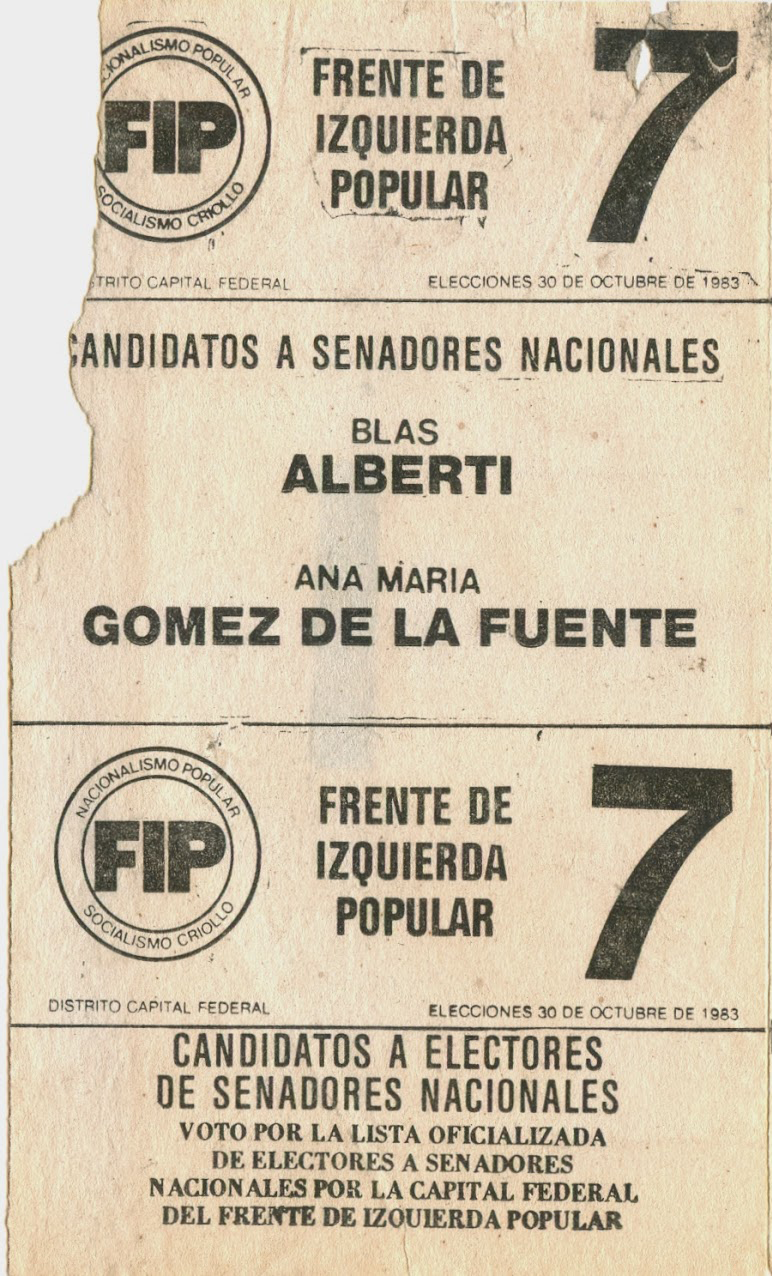
Frente de Izquierda Popular